# 久蔵
久蔵（きゅうぞう、天明7年（1787年） - 嘉永6年6月28日（1853年8月2日））は江戸時代の水主。種痘苗を広島県にもたらした。

## 生涯

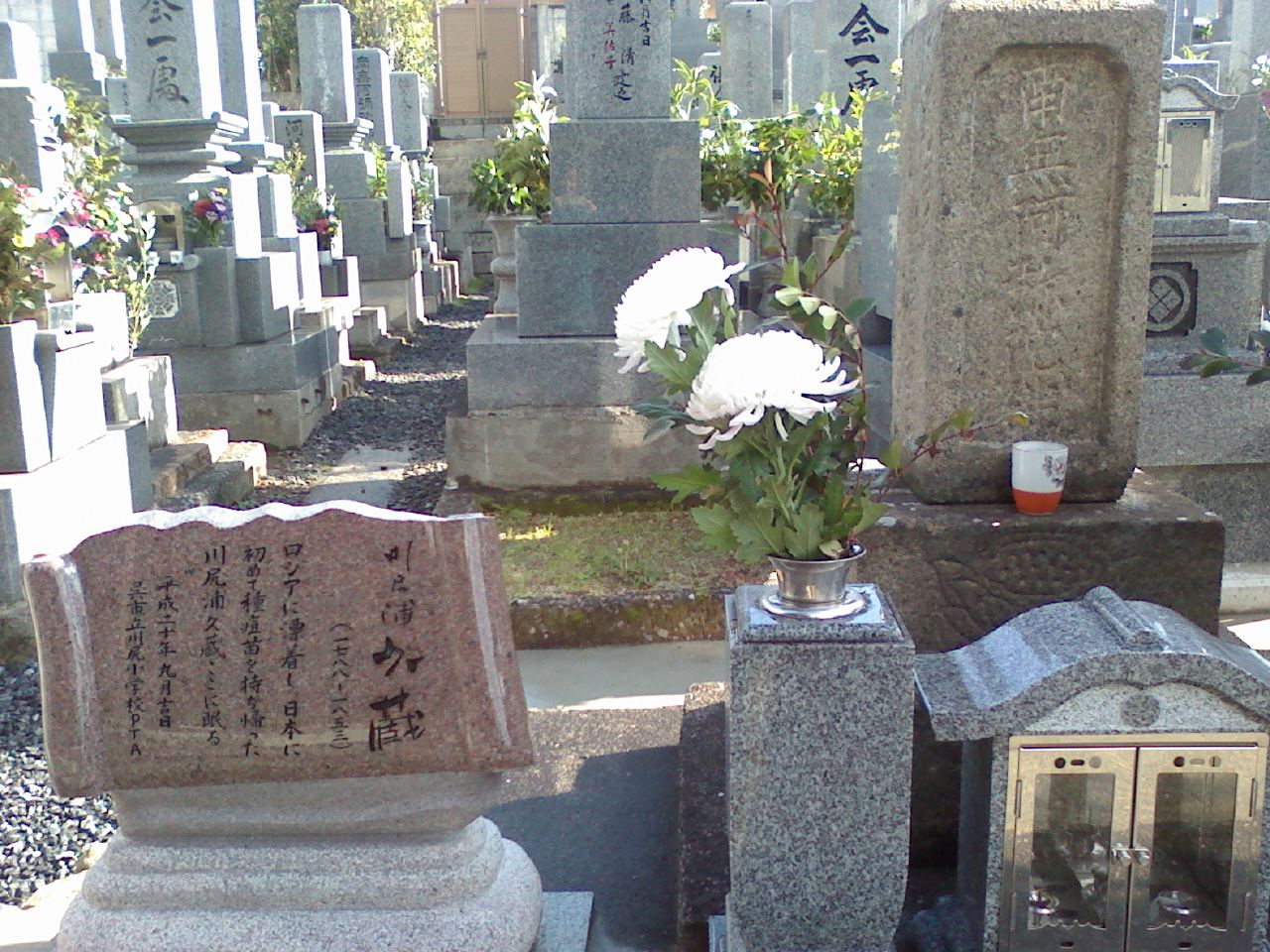
久蔵の墓

天明7年（1787年）、安芸国川尻浦（現在の広島県呉市川尻町）に生まれる。文化7年（1810年）11月、乗っていた摂津国船籍の歓喜丸が江戸へ航行中、紀州の三崎沖で遭難し、翌年2月7日他の乗組員と共にカムチャツカ半島に漂着する。16人のうち9人が凍死し、生き残った7人は3月10日にロシア人に発見され、ペテロパウロフスクを経てオホーツクに送られた。
久蔵はこの間に凍傷にかかり、右足の指2本と左足の甲から前の部分の切断手術を受ける。ゴローニン事件の影響により、ロシア側の交渉材料として文化9年（1812年）6月に中川五郎治とともに歓喜丸の乗組員全員の日本送還が決まるが、久蔵は傷が治りきっていないために船に乗せてもらえなかった。しかし、歓喜丸の仲間と五郎治の働きかけによって久蔵も乗船が許され、一旦船は沖まで行ったが、久蔵の傷から悪臭が漂い、医者の判断で久蔵はボートに移されて港に戻されることになった。
その後ロシア語を覚えイルクーツクへ赴く。イルクーツクの日本語学校で講師となる予定であったが、同校は閉鎖直前であったためオホーツクに戻り、足の手術をしてくれた医師の世話になる。
文化10年（1813年）8月に函館に送還され、松前や江戸で取調べを受け、翌年5月に故郷へ戻り、余生を送る。帰国の際、種痘苗をガラスの器に入れて持ちかえっており、これが広島県にもたらされた最初の種痘苗であるとされている。その効果を広島藩主の浅野斉賢に進言しているが、藩に信じてもらえず牛種痘法が広まることはなかった。また、漂流のいきさつや、ロシアの風俗、ロシア語などを口述した「魯西亜国漂流聞書」が残されている。また、ロシア滞在中に久蔵が日記を記していたことが分かっているが、その日記の所在は不明である。
嘉永6年（1853年）死去。呉市川尻町の清香山光明寺に葬られている。享年67。

## 関連文献
- 吉村昭著「花渡る海」中公文庫ほか(久蔵を主人公とした小説)